# Herb gminy Dobra (Szczecińska)
Herb gminy Dobra (Szczecińska) – symbol gminy Dobra (Szczecińska), ustanowiony 2 czerwca 1992.

## Wygląd i symbolika
Herb przedstawia na tarczy w polu błękitnym wizerunek orła bielika, na którego lewym skrzydle umieszczono: zieloną gałązkę w górnej części (symbol rezerwatu przyrody Świdwie) i czarny wizerunek kościoła na żółtym tle w dolnej części (symbol zabytków architektury gminy). Całość wieńczy biały otok z czarnym napisem „GMINA DOBRA”.
Herb gminy jest niepoprawny heraldycznie, rozstrzygnięciem nadzorczym wojewody zachodniopomorskiego został unieważniony paragraf 6 statutu gminy z 2003, dotyczący herbu gminy. 